# Pinakothek der Moderne
De Pinakothek der Moderne is een museumcomplex aan de Barerstraße, dat deel uitmaakt van het Kunstareal München in de Beierse hoofdstad München.
De Pinakothek der Moderne biedt onderdak aan vier verschillende musea, te weten: 
- Sammlung für Moderne Kunst (onderdeel van de Bayerischen Staatsgemäldesammlungen)
- Die Neue Sammlung (Staatliche Sammlung für Angewandte Kunst)
- Architekturmuseum der Technischen Universität München
- Staatliche Graphische Sammlung.

## Het gebouw
De Pinakothek der Moderne werd ontworpen door Stephan Braunfels en is gebouwd op het terrein van de voormalige Türkenkaserne, dat oorspronkelijk bestemd was voor uitbreiding van diverse instituten van de universiteit. De Pinakothek werd op 16 september 2002 voor het publiek geopend. Een tweede bouwfase, waarin ruimte zou worden geschapen voor de Staatliche Graphische Sammlung werd wegens geldgebrek uitgesteld, mede omdat de bouw van het nieuwe Museum Brandhorst voorrang kreeg.
In de onderverdieping van het gebouw bevindt zich Die Neue Sammlung met de collectie design. De begane grond biedt plaats aan tentoonstellingsruimten voor het Architekturmuseum en de Graphische Sammlung en is tevens bedoeld voor wisseltentoonstellingen. Op de bovenverdieping ten slotte vindt de bezoeker de Sammlung für Moderne Kunst met in de westelijke vleugel de afdeling klassiek modernen en in de oostelijke vleugel de afdeling hedendaagse kunst.

## De musea

### Sammlung für Moderne Kunst
In de Sammlung für Moderne Kunst zijn alle moderne kunststromingen met hun belangrijkste vertegenwoordigers aanwezig: expressionisme, fauvisme, kubisme, nieuwe zakelijkheid, Bauhaus, surrealisme, abstract-expressionisme, pop-art en minimal art.

#### Collectie klassiek modernen

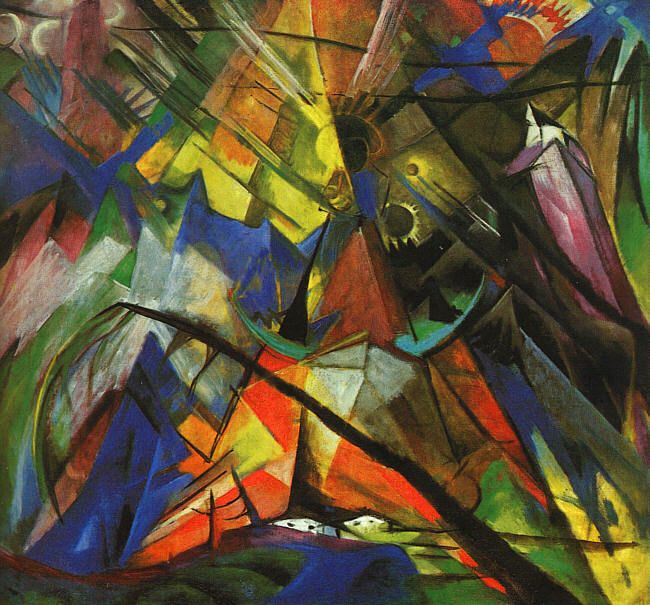
Franz Marc, Tirol (1914)

De collectie omvat werken van kunstenaars als Henri Matisse, Robert Delaunay, Fernand Leger, Juan Gris, Umberto Boccioni, Georges Braque, Oskar Kokoschka, Otto Dix, Lyonel Feininger, Joan Miró, René Magritte, Giorgio de Chirico, Salvador Dalí en Max Ernst.
In het bijzonder werken van Max Beckmann ("Junger Argentinier" 1929) ("Versuchung des Hl. Antonius" 1936) ("Frau mit Mandoline in Gelb und Rot" 1950) en Pablo Picasso ("Madame Soler" 1903) ("Mutter mit Kind" 1921) ("Sitzende Frau" 1941) worden in twee grote zalen indrukwekkend gepresenteerd.
Ook alle kunstenaars van Die Brücke en Der Blaue Reiter zijn ruimschoots aanwezig: Ernst Ludwig Kirchner ("Tanzschule" 1914), Erich Heckel ("Gläserner Tag" 1913), Emil Nolde ("Tanz um das goldene Kalb" 1910), Karl Schmidt-Rottluff ("Landschaft mit Wasserträgerin", 1919), Paul Klee ("Der Vollmond" 1919), Alexej von Jawlensky ("Landschaft aus Carantec mit Frau" 1905/1906), Franz Marc ("Der Mandrill" 1913), August Macke ("Mädchen unter Bäumen", 1914) en Wassily Kandinsky ("Träumerische Improvisation" 1913).

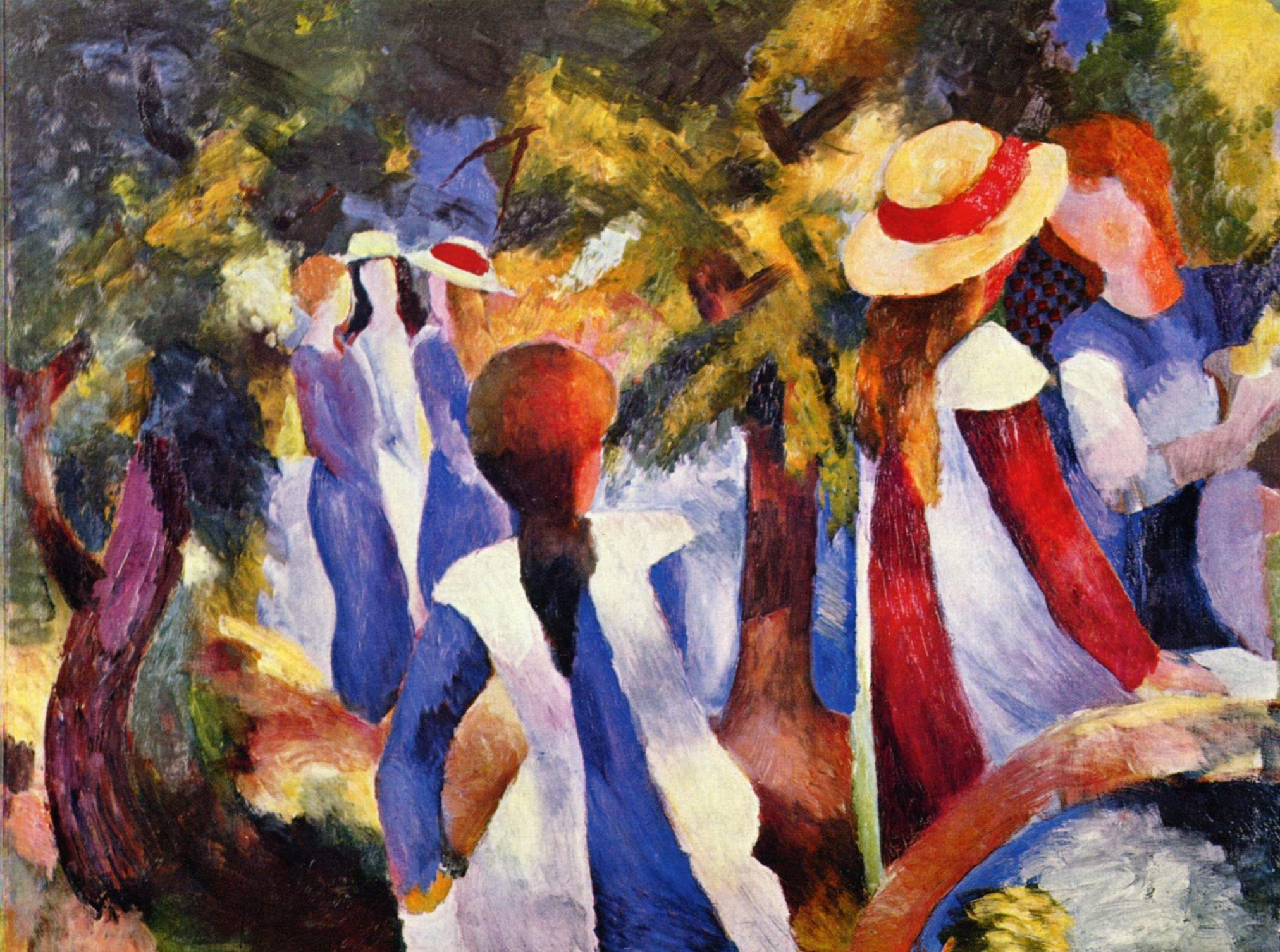
August Macke Mädchen unter Bäumen, 1914
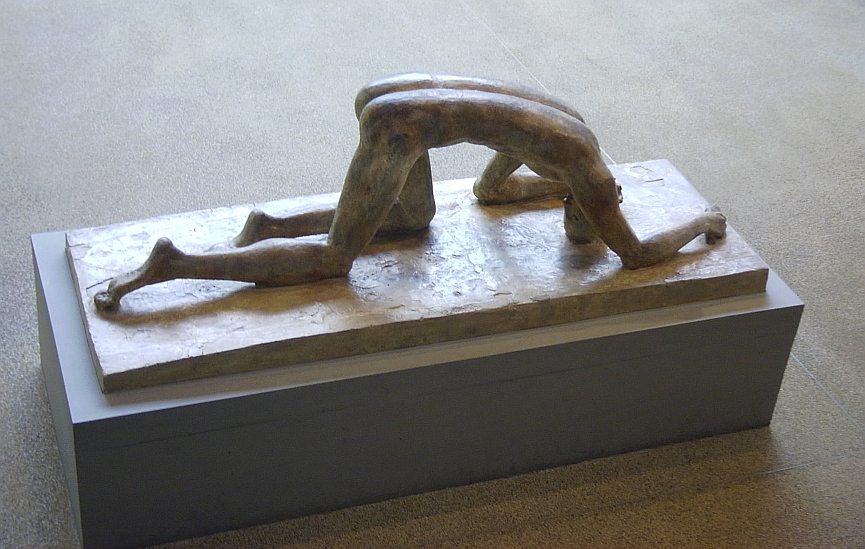
Wilhelm Lehmbruck Der Gestürzte, 1915/16
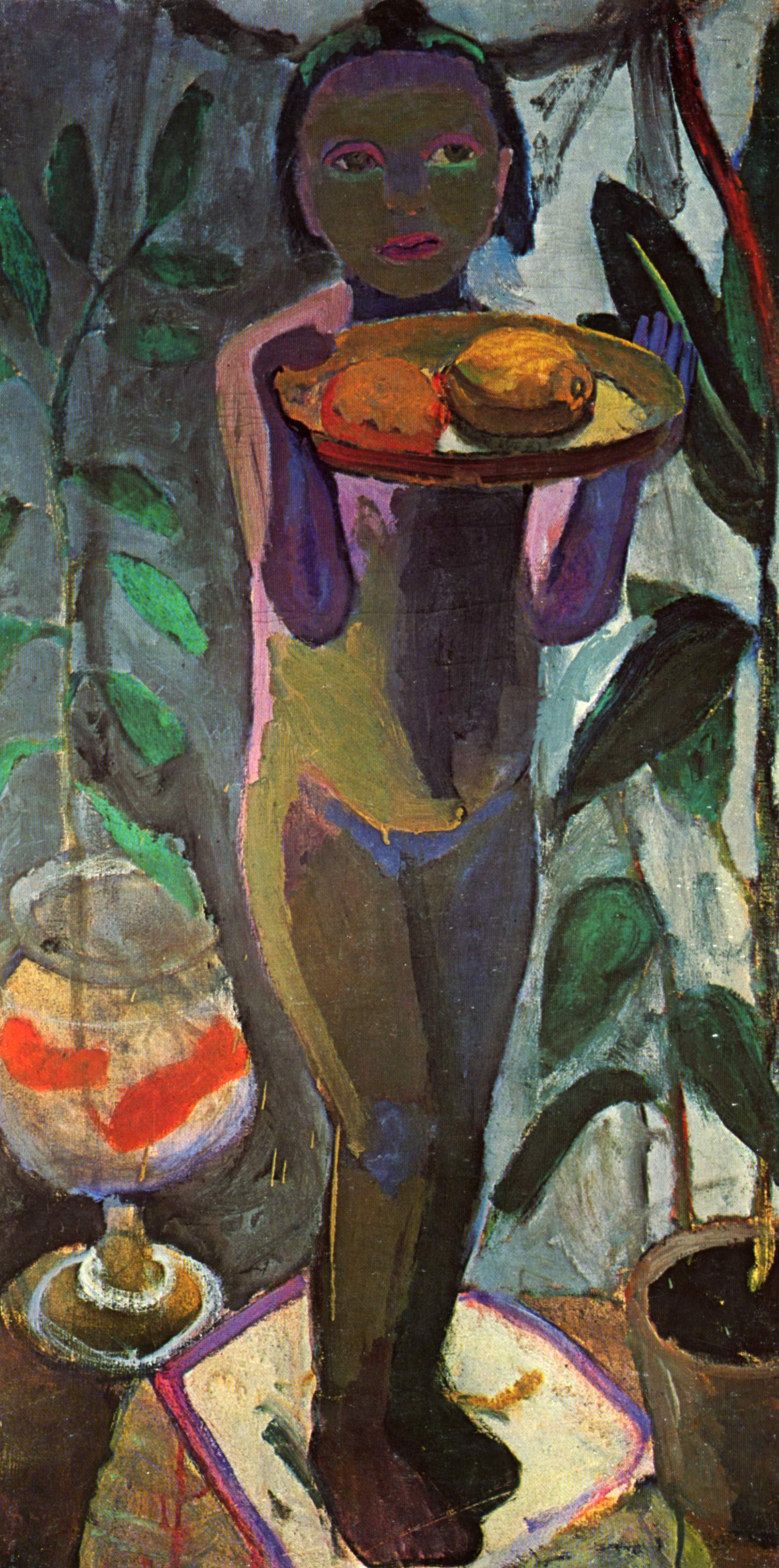
Paula Modersohn-Becker Kinderakt mit Goldfischglas, 1906/07

#### Collectie hedendaagse kunst

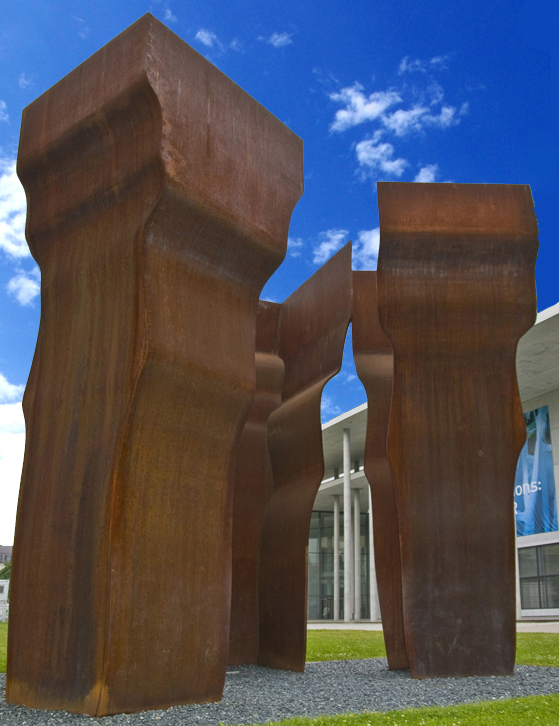
Eduardo Chillida: Buscando la Luz, 1997

Werken worden geëxposeerd van onder anderen: Andy Warhol, Jasper Johns, Robert Rauschenberg, Cy Twombly, Willem de Kooning, Robert Motherwell, Franz Kline, Lucio Fontana, Antoni Tàpies, Francis Bacon, Henry Moore, Marino Marini, Joseph Beuys, Blinky Palermo, Imi Knoebel, Christo, Nam June Paik, Wolf Vostell, Georg Baselitz, Gerhard Richter, Sigmar Polke en Anselm Kiefer.
Een ander zwaartepunt ligt bij de collectie minimal art van Donald Judd ("Monument" 1969), Dan Flavin (Wallboxes, 1978) en Fred Sandback (Rauminstallationen für die Pinakothek der Moderne, 2003).

#### Nieuwe media, fotografie en video
De Pinakothek der Moderne heeft belangrijke voorbeelden in haar bezit op het terrein van de nieuwe media, fotografie en videokunst van kunstenaars als: John Baldessari, Tadeusz Kantor, Bruce Nauman, Pipilotti Rist, Hiroshi Sugimoto, Bill Viola, Sam Taylor-Wood en Jeff Wall.

### Staatliche Graphische Sammlung
De Staatliche Graphische Sammlung heeft sinds 2002 een eigen tentoonstellingsruimte in de Pinakothek der Moderne.
Vanwege de grote lichtgevoeligheid der kunstwerken worden deze slechts gedurende wisseltentoonstellingen getoond.

### Die Neue Sammlung

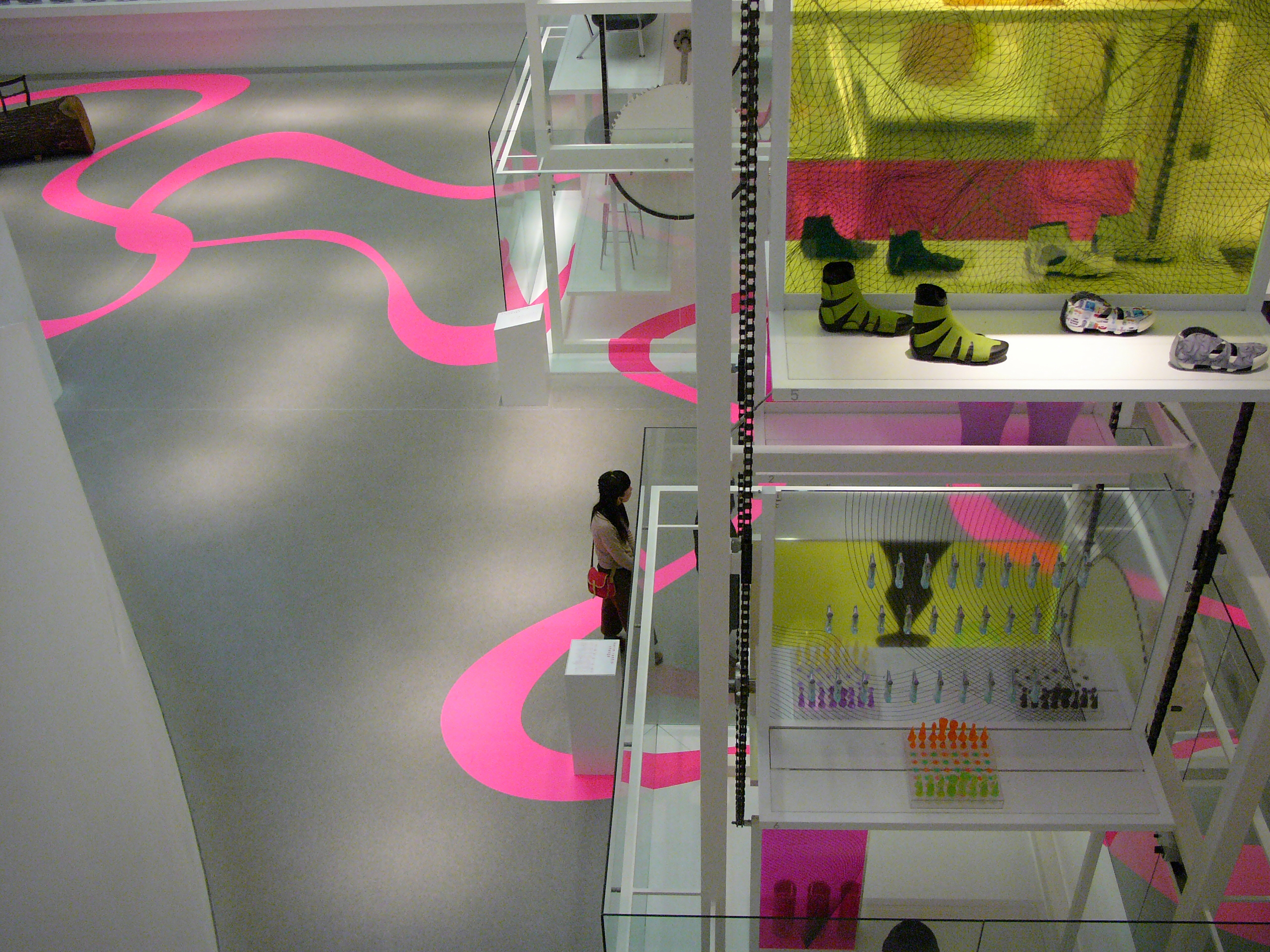
Design in der Pinakothek der Moderne

De Neue Sammlung behoort tot de leidende designmusea van de wereld. Het museum toont in een permanente expositie vooral de geschiedenis en ontwikkeling van design en toegepaste kunst van de periode na 1900. De collectie behoort tot de grootste ter wereld op het gebied van industriële vormgeving.
Het museum toont met name de collectie-onderdelen: auto-, sieraad- en computerdesign, alledaagse gebruiksvoorwerpen en meubelen, waaronder de Thonet-Collectie.

### Architekturmuseum
De collectie van het Architekturmuseum der Technischen Universität München is de grootste in haar soort in Duitsland. Met wisseltentoonstellingen wordt met tekeningen, ontwerpen en maquettes uit het rijke bestand geëxposeerd, o.a. van architecten als Johann Balthasar Neumann, François de Cuvilliés, Gottfried Semper, Le Corbusier en Günter Behnisch. Een en ander aangevuld met computeranimaties en film.

## Trivia
- In 2024 werd een technicus van het museum ontslagen omdat hij stiekem zijn eigen schilderij tussen andere kunstwerken gehangen had.[1]